# 姨父
姨父，是中文中親屬關係的稱謂，指母親姊妹的丈夫。正式用語中通常稱為姨丈，也稱姨夫或姨爹。英文中，姨父与叔叔、伯伯、舅舅等统称为Uncle。